# ريسكالدينا
ريسكالديونا (‎it‏) هي بلدية (بلدية) تتبع مدينة ميلانو الكبرى، في مقاطعة ميلانو بمنطقة لومباردي الإيطالية، ويقدر عدد سكانها بـ 14,211 نسمة (حتى 1 يناير 2019)، موزعة على مساحة تبلغ حوالي 8 كم2 (3.1 ميل مربع)، وتقع على بعد حوالي 25 كم شمال غرب ميلانو.

## الجغرافيا
تحد ريسكالديونا البلدية من البلديات التالية: سيلاغو، غورلا مينور، جيرينزانو، مارناتي، أوبولدو، كاستيلنزا، ليغنانو وسيرو ماجوري. باستثناء ليغنانو وسيرو ماجوري، باقي البلديات تنتمي إلى مقاطعة فاريسي.
تتكون البلدية من اثنين من الأبرشيات المدنية (فرازيو): رافيلو وريسكالدا.

## السكان
يبلغ عدد سكان ريسكالديونا 14,211 نسمة مع كثافة سكانية تبلغ 1,770/km2 (4,584/ميل مربع). شهدت البلدة زيادة في عدد السكان الأجانب خلال العقد الماضي: في عام 2019، كان هناك 1206 شخص يحملون جنسية أجنبية، معظمهم من أوروبا الشرقية، خاصة من ألبانيا ورومانيا.

## التاريخ
أقدم آثار لوجود الإنسان في منطقة بلدية ريسكالديونا تعود إلى فترة الإمبراطورية الرومانية كما تظهره مذبح روماني (آرا) تم العثور عليه هنا. كان المذبح ربما موضعًا قرب الطريق الروماني الرئيسي الذي كان يمتد على طول الضفة الشرقية لنهر أولونا (وادي أولونا). بعد أن ظل لعقود في مدخل المقبرة المحلية، تم نقل المذبح إلى ساحة منزل الرعية.
كانت أولى المستوطنات الريفية (جرانجيا) التي أنشأها رهبان السيسترسيون في العصور الوسطى. نشأت في المنطقة مستوطنتان ريفيتان كبيرتان: ريسكالدا وريسكالديونا.
تم رفع ريسكالديونا إلى أبرشية من قبل القديس شارل بوروميو في عام 1570 ووضعها ضمن بيفي ليغنانو. طالب سكان ريسكالدا بالحصول على الاستقلالية من الأبرشية، ولكن تم رفض طلبهم. فاستجابوا بفرض ضرائب على أنفسهم من أجل دعم كاهن لرعاية مجتمعهم، مما أدى إلى تأسيس أبرشية ريسكالدا في عام 1608 وضمت إلى بيفي بستو أرزيزيو. هذا النظام الذي يعتمد على فرض الضرائب على أنفسهم لدعم كاهنهم منح سكان ريسكالدا حق انتخاب كاهنهم حتى مجلس الفاتيكان الثاني.
توجد في ريسكالديونا مبنيان يحملان شعار فيشكونتي ميلانو، مما يدعم الأسطورة التي تقول إن العائلة النبيلة كان لها صيفي صيد في المنطقة، مما يضع ريسكالديونا تحت سيطرة دوقية ميلانو منذ القرن الثالث عشر.

## الاقتصاد
كانت الزراعة هي النشاط الرئيسي للسكان حتى أواخر القرن التاسع عشر. في عام 1830، تأسست شركة باسيتي في ميلانو، وفي عام 1840 أنشأت مصنعها الأول في قرية ريسكالديونا الريفية. سرعان ما تطور المصنع ومنذ العقود الأولى من القرن العشرين، أدى ميكنة المصنع إلى التصنيع الكامل للبلدة. حاليًا، تعد باسيتي جزءًا من مجموعة زوتشي النسيجية التي تضم متحف مجموعة زوتشي في مقرها في ريسكالديونا.
في 5 أكتوبر 1887، تم افتتاح خط السكك الحديدية سارونو-بستو أرزيزيو، مما ربط ريسكالديونا بكل من ميلانو ونوفارا، وكان محطتها هي الأولى بعد سارونو نحو نوفارا.

## الروابط الخارجية
- الموقع الرسمي نسخة محفوظة 20 أغسطس 2006 على موقع واي باك مشين.
- الرابط الآخر